# Фараджев, Эльнур Илхам оглы
Эльнур Илхам оглу Фараджев (род. 30 мая, 1978, Баку) — нефролог, невропатолог. доктор медицинских наук (2009), нефролог Центральной больницы нефтяников (2012—2018). Член Координационного совета по трансплантологии Министерство здравоохранения Азербайджана.

## Биография
Эльнур Фараджев родился 30 мая 1978 года в городе Баку.

## Образования
- 1995—2001 Факультет «Лечение и профилактика» Азербайджанский медицинский университет.
- 2000—2001 (интернатура) Городская Клиническая Больница № 2.
- 2004—2009 Университет Тохоку (Внутренние болезни/Нефрология/Нефропатология).
- 2004—2009 Университет Тохоку Докторант (Высшая медицинская школа).
- 2009—2010 Медицинский факультет Эгейского университета (Измир, Турция), Нефрология и трансплантация почки.

## Деловая карьера
- 2009—2012 Нефролог Центральной Больницы Нефтяников (Азербайджан)
- 2012—2018 Заведующий отделом Внутренние болезни/Нефрология Центральной Больницы Нефтяников (Азербайджан)
- С 2018 года работает нефрологом в частной медицинской клинике «Мэдиленд Госпиталь» (Баку)

## Научная деятельность
Является автором множество опубликованных работ.
- "Chloride-dependent intracellular pH regulation via extracellular calcium-sensing receptor in the medullary thick ascending limb " / TJEM. 2006 Dec / Aslanova UF, Morimoto T, Farajov EI, Kumagai N, Nishino M, Sugawara N, Ohsaga A, Maruyama Y, Tsuchiya S, Takahashi S, Kondo Y.
- "Phylogenetic, ontogenetic and pathological aspects of the urine-concentrating mechanism " / Clinical and Experimental Nephrology 2006 Sep / Kondo Y, Morimoto T, Nishio T, Aslanova UF, Nishino M, Farajov EI, Sugawara N, Kumagai N, Ohsaga A, Maruyama Y, Takahashi S.
- "Gestational length affects a change in the transepithelial voltage and the rNKCC2 expression pattern in the ascending thin limb of Henles loop " / Pediatr Res. 2007 Feb / Nishino M, Morimoto T, Nishio T, Aslanova UF, Farajov EI, Kumagai M, Sugawara N, Takahashi S, Ohsaga A, Maruyama Y, Tsuchiya S, Kondo Y.
- «Calcium and calcimimetics regulate paracellular Na+transport in the thin ascending limb of Henles loop in mouse kidney» / Pflüges Archiv — European Journal of Physiology July 2010 Sugawara N, T.Morimoto, Farajov EI, Kumagai N, and Kondo Y.
- «Calcium-sensing receptor stimulates luminal K± dependent H+ excretion in medullary thick ascending lims of Henle’s loop of mouse kidney» / TJEM 2008 Sep / Farajov EI, Morimoto T, Kumagai N, Sugawara N and Kondo Y.
- «The Calcium-Sensing Receptor Promotes Urinary Acidification to Prevent Nephrolithiasis» Journal American Society of Nephrology (J Am Soc Nephrol 20: 1705—1713, 2009
- «Physiology and pathophysiology of the calcium-sensing receptor in the kidney» American Journal Physiology Renal Physiology (Am J Physiol. Renal Physiol. 2010 Mar; 298(3)

## Посещаемые конференции
- «The Calcium-Sensing receptor modulates H+K±ATPase activity in mouse medullary thick ascending limb» Farajov EI, Morimoto T, Aslanova UF, Kumagai N, Sugawara N, Kondo Y.
- 50th Annual Meeting, Japanese Society of Nephrology / May 25-27, 2007/- Hamamatsu, Japan «The Calcimimetics NPS R-568 induces intracellular alkalinization in A-type intercalated cells of mouse cortical collecting ducts» Farajov EI, Morimoto T, Sugawara N, Kumagai M, Kondo Y.
- 40th Annual Meeting, American Society of Nephrology / Oct. 31- Nov. 5,2007 / San-Francisco «The role of calcium-sensing receptor in acid-base transport in the cortical collecting ducts in mouse kidneys» Farajov EI, Morimoto T, Sugawara N, Kumagai M, Kondo Y.
- 18th Vasopressin Conference / Jan. 12, 2008/ Tokyo, Japan

## Награды и премии
- 2004-2009-годах получил Стипендию Monbukagakusho, ранее известная как стипендия Monbusho, является академической стипендией, предлагаемой Министерством образования, культуры, спорта, науки и техники Японии.
- В 2008 году «Booster Grand» в Университет Тохоку